# Pora na Telesfora
Pora na Telesfora – piątkowy, 35-minutowy program telewizyjny dla dzieci, emitowany w programie pierwszym Telewizji Polskiej w latach 70. XX wieku o godzinie 16:40. Telesfor, a w późniejszych odcinkach również jego młodszy kolega Teodor, byli smokami-pacynkami.
Program z początku prowadził Maciej Damięcki, a później Zygmunt Kęstowicz. Odznaczał się dużą dawką dziecięcego humoru i bogatą oprawą muzyczną. Na tę ostatnią składały się głównie beztroskie, dziecięce piosenki, wyróżniające się jednak treściami wychowawczo-edukacyjnymi. Telesforowi głosu użyczał Hubert Antoszewski, Teodorowi zaś Stefan Pułtorak.
Często śpiewaną piosenką były Cztery zielone słonie autorstwa Lucjana Mariana Kaszyckiego (muz.) i Anny Świrszczyńskiej (sł.):
Cztery słonie, zielone słonie
Każdy kokardkę ma na ogonie
Ten pyzaty, ten smarkaty
Kochają się jak wariaty

## Nagrody
Program został nagrodzony Złotym Ekranem za rok 1976.

## Upamiętnienie
W 1976 roku w świnoujskim Park Zdrojowym odsłonięto rzeźbę smoka Telesfora autorstwa Leonii Chmielnik. Figura częściowo wyłożona jest mozaiką z kolorowych kafelków. W październiku 2015 roku rzeźba została odrestaurowana. Pracami renowacyjnymi kierowała autorka rzeźby.
Poczta Polska wyemitowała 30 sierpnia 1975 roku znaczek pocztowy o nominale 4 zł przedstawiający Smoka Telesfora. Znaczek wchodził w skład serii „Popularyzacja społecznej idei budowy Pomnika-Szpitala Centrum Zdrowia Dziecka”. Autorką projektu znaczka była grafik Helena Matuszewska. Znaczek wydano na papierze kredowanym, techniką rotograwiury, w liczbie 1,055 mln sztuk. Pozostawał w obiegu do 31 grudnia 1994 roku.